# Ruokovesi (sjö i Norra Savolax)
Ruokovesi är en del av sjön Kallavesi i Finland. Den ligger i Kuopio i landskapet Norra Savolax, i den centrala delen av landet, 300 km norr om huvudstaden Helsingfors. Ruokovesi ligger 74 meter över havet.